# T.S. Eliot Prize
De T.S. Eliot Prize is een poëzieprijs die sinds 1993 jaarlijks uitgereikt wordt door de Poetry Book Society in het Verenigd Koninkrijk. De prijs bekroont de beste nieuwe dichtbundel die in het Verenigd Koninkrijk of in Ierland is gepubliceerd. Aan de prijs is een bedrag van 20.000 pond (ruim 25.000 euro) verbonden. De prijs is genoemd naar Nobelprijswinnaar T.S. Eliot, oprichter van de Poetry Book Society.

## Winnaars
- 2021 – Joelle Taylor, C+nto & Othered Poems[1]
- 2020 – Bhanu Kapil, How to Wash a Heart
- 2019 – Roger Robinson, A Portable Paradise
- 2018 – Hannah Sullivan, Three Poems
- 2017 – Ocean Vuong, Night Sky with Exit Wounds
- 2016 – Jacob Polley, Jackself
- 2015 – Sarah Howe, Loop of Jade
- 2014 – David Harsent, Fire Songs
- 2013 – Sinéad Morrissey, Parallax
- 2012 – Sharon Olds, Stag's Leap
- 2011 – John Burnside, Black Cat Bone
- 2010 – Derek Walcott, White Egrets
- 2009 – Philip Gross, The Water Table
- 2008 – Jen Hadfield, Nigh-No-Place
- 2007 – Sean O'Brien, The Drowned Book
- 2006 – Seamus Heaney, District and Circle
- 2005 – Carol Ann Duffy, Rapture
- 2004 – George Szirtes, Reel
- 2003 – Don Paterson, Landing Light
- 2002 – Alice Oswald, Dart
- 2001 – Anne Carson, The Beauty of the Husband
- 2000 – Michael Longley, The Weather in Japan
- 1999 – Hugo Williams, Billy's Rain
- 1998 – Ted Hughes, Birthday Letters
- 1997 – Don Paterson, God's Gift to Women
- 1996 – Les Murray, Subhuman Redneck Poems
- 1995 – Mark Doty, My Alexandria
- 1994 – Paul Muldoon, The Annals of Chile
- 1993 – Ciarán Carson, First Language: Poems